# Emre Elivar
Emre Elivar (* 21. August 1976 in Ankara) ist ein türkischer Konzertpianist.

## Leben
Emre Elivar begann schon mit fünf Jahren sein Klavierstudium und absolvierte das Staatliche Konservatorium in Ankara. Ein DAAD-Stipendium ermöglichte ihm seine weitere Ausbildung  an der Hochschule für Musik „Carl Maria von Weber“ in Dresden bei Peter Rösel und anschließend an der Hochschule für Musik „Hanns Eisler“ in Berlin bei Georg Sava, wo er mit dreifacher Auszeichnung  sein Konzertexamen ablegte.
Elivar bewies sein Talent durch mehrere Auszeichnungen bei internationalen Klavierwettbewerben, wie z. B. 1999 in Bremen, wo er dreifach ausgezeichnet wurde. Im selben Jahr beim „Cidado do Porto“ und im Jahr 2000 in der „World Piano Competition“ in Cincinnati bekam er die Bronzemedaille; 2001 gewann er den Steinway Preis, 2002 den Arthur-Schnabel-Preis und 2003 den Vendôme-Preis.
Zu seinen wichtigsten Konzerten auf internationaler Ebene zählen die Türkei-Uraufführung des ersten Hefts des Werkes von J. S. Bach „Das Wohltemperierte Klavier“ im Rahmen der Istanbuler Internationalen Musikfestspiele 2005, der große Variationen-Abend mit Werken von F. Mendelssohn (Variations Sérieuses op. 54), J. Brahms (beide Hefte von Paganini-Variationen op. 35) und L. v. Beethoven (Diabelli-Variationen op. 120) wieder im Rahmen der Istanbuler Internationalen Musikfestspiele 2008, sein USA-Debüt in Washington DC im Jahr 2009, im Rahmen von „Embassy Series“, selten gespielten Werken von R. Schumann und F. Chopin gewidmet und sein Programm mit Werken von D. Schostakowitsch (Aphorismen op. 13 und Sonate Nr. 2, op. 61) und Prokofjew (Visions Fugitives op. 22, Sarkasmen op. 17, und Sonate Nr. 2, op. 14). Als Solist spielte er mit Orchestern wie Konzerthausorchester Berlin, Nordwestdeutsche Philharmonie, Dortmunder Philharmoniker, Staatsorchester Kassel, Anhaltische Philharmonie Dessau, Bilkent Sinfonie Orchester, Borusan Istanbul Philharmonic Orchestra, Orquestra Nacional do Porto, Lithuanian Chamber Orchestra u. a.
Neben seiner Bremer Wettbewerbsaufnahme mit der Französischen Suite Nr. 3 BWV 817 von J. S. Bach und dem Klavierkonzert Nr. 1 von F. Liszt nahm der Künstler bis jetzt Werke diverser türkischer Komponisten sowie als Doppelalbum die drei Letzten Sonaten, op. 109, 110, 111 und die Diabelli-Variationen, op. 120 von L. v. Beethoven auf. Die CD mit Werken von F. Schubert (Drei Klavierstücke D 946) und R. Schumann (Sinfonische Etüden op. 13) stieß auf gute Kritiken auf internationaler Ebene. Im Juni 2010 erfolgte fast genau zum 200. Geburtstag von R. Schumann ein Konzert mit dessen beiden Sonaten, das auf 50 Mitgliedssendern der Europäischen Rundfunkunion live übertragen wurde.
Emre Elivar lebt in Berlin.